# カントリー・ショーダウン
カントリー・ショーダウン(Country Showdown)はアメリカ合衆国で30年続くまだデビューしていないカントリー・ミュージックの歌手を探すコンテストである。年間10万人の参加があり、アメリカ国内で最大のカントリー・ミュージック・タレント・コンペティションとされている。

## コンペティション

### 歴史およびスポンサー
1982年、年に一度のイベントとして最初の回がスタートした。当時はラングラーがスポンサーであった。ラングラーのスポンサーは4年間続いたが、True Valueなどに譲り渡した。GMC、ダッジ、コカ・コーラ、ジミー・ディーンなどが共同スポンサーとなった。2010年、Colgateが単独スポンサーとして招かれるまでTrue Valueは14年間このイベントのスポンサーであった。2011年はテキサコが協賛した。毎年、アメリカの国内中から市町村、州、地方、国と勝ち上がった人から選ばれると、カントリー音楽界でのキャリアを上げるチャンスとなる上に10万ドルの賞金が与えられる。

### 選考方法
参加者は過去18ヶ月以内にビルボードのカントリー部門の100位以内に入ったことがある者は参加できない。このコンテストは毎年春に市町村レベルのコンテストから始まる。市町村のコンテストは450以上のカントリー音楽の放送局の提供で行われ、市町村代表が決められる。この代表者は州の大会に出場する。州の最終選考に進むと、地方のコンテストに選考される。南西部、南東部、中西部、北東部、西部の5地方から1人ずつ選考される。毎年1月、テネシー州ナッシュビルのライマン公会堂において最終選考会が行われる。このナショナル・ファイナルは観客を入れて行われ、録画の上、3月と4月に1時間のテレビ番組として放送される。優勝者には賞金10万ドルと『ベスト・ニュー・アクト・イン・カントリー・ミュージック』の称号が与えられ、キャリアアップの援助の機会が設けられる。

### 審査
優勝者を決めるには5つの側面がある。第一に市場価値があるか。審査員はボーカル力だけでなく演奏技術も審査する。舞台上の存在感、全体的なカリスマ性も見られる。才能や出場者のオリジナリティは審査の重要なポイントである。同様にオリジナル曲も探している。2010年1月14日の最終選考会の審査員はフレッド・フォスター、クリス・レイシー、ブライアン・マンズフィールド、ジム・カティーノ、フレッチャー・フォスター、ロブ・エサイであった。この審査員たちはソニー・ミュージック、アトランティック・レコード、ワーナー・ミュージック、CAAの音楽業界の重役たちである。ブライアン・アンズフィールドは音楽業界の重役ではないが、USAトゥデイの記者としてナッシュビルで働いている。過去の審査員にはオータム・ハウス、キャロル・アン・モブレー、パティ・ペイジ、ビバリー・キールがいる。

## 過去のコンテスト

### 2008年
過去の出場者であったリアン・ライムスが司会で最終選考会が行われ、キャリー・ジョイ、トレヴァー・パンザック、クリスティ・サゲット、ナッシュ・ストリート、エルドン・ジョンソンが出場した。優勝者はキャリー・ジョイ。

### 2009年
リアン・ライムスが司会で最終選考会が行われ、マット・リーヴス、ライヴウィア、レンス・リピンスキー、ジョニー・バルフォード、コリー・ブレイクが出場した。優勝者はジョニー・バルフォード。

### 2010年
4年連続でリアン・ライムスの司会で最終選考会が行われ、ケンドール・フィリップス、ケイシー・リー・スミス、ウィスキー・ロウ、テリー・リー・スペンサー、カーラ・デイヴィスが出場した。自身もこのコンテスト出身であるカントリー歌手のガース・ブルックスを含め、過去の出場者へのトリビュートとして行われた。優勝者はカーラ・デイヴィス。

## 著名な出場者
多くの出場者は現在も音楽歴、特にカントリー音楽においての経歴を上げている。トレイシー・バード、トレイシー・ローレンス、キャリー・アンダーウッド、マーク・チェスナット、ジェイソン・アルディーン、アシュトン・シェファード、ジェフ・ベイツ、カトリーナ・エラム、トビー・キース(イースト・マネーのメンバー)、ブラッド・ペイズリーは市町村代表であり、ニール・マッコイ、ビリー・ディーン、サラ・エヴァンス、ビリー・レイ・サイラス、クリス・ヤング、エリカ・ジョー、ミランダ・ランバート、ジョン・マイケル・モンゴメリー、ボビー・ピンソン、チャド・ブロック、リアン・ライムス、モンゴメリー・ジェントリーのトロイ・ジェントリー、リック・トレヴィノは州または地方の代表者である。他の出場者にガース・ブルックス、ティム・マクグロウ、マルティナ・マクブライドなどがいる。

## 『カントリー・ショーダウン』と『アメリカン・アイドル』の繋がり
『アメリカン・アイドル』の出場者は『アメリカン・アイドル』を落ちると同じ『タレント・コンテスト』であるということで『カントリー・ショーダウン』に挑戦する傾向がある。また『カントリー・ショーダウン』に出場するために『アメリカン・アイドル』を離れる者もいる。『カントリー・ショーダウン』は『アメリカン・アイドル』に比べ知名度に劣るが、『カントリー・ショーダウン』はカントリー音楽に特化しており、基本的にラジオでのプロモーションのみである。『カントリー・ショーダウン』での勝敗は視聴者の投票ではなく、審査員のみで決まる。『カントリー・ショーダウン』から『アメリカン・アイドル』に出演をした者にシェルビー・ドレゼルがいる。彼女のバンドが『カントリー・ショーダウン』の第5審査に進んだ時、彼女は『アメリカン・アイドル』のシーズン9に出場していて、トップの24人まで進んだが断念した。2010年7月17日、テネシー州ナッシュビルで行われたシーズン10のオーディションに参加し、第二審査に進んだ。他に『カントリー・ショーダウン』と『アメリカン・アイドル』の両方に出演した者に2010年の最終選考出場者のケンドール・フィリップスがいる。ドレゼルと違い、フィリップスは『カントリー・ショーダウン』に出場する前に『アメリカン・アイドル』に出場した。フィリップスは『アメリカン・アイドル』は『カントリー・ショーダウン』に出場するための準備練習だと感じていた。彼女は「『アメリカン・アイドル』での私の経験は良かった。確かに学ぶ過程だった。人々が知らない舞台裏での『テレビでの審査』、夜遅くまでかかること、撮り直し、インタビューなど多くのことを知ることができた。私は本当に何も知らない16歳だったが、テレビのリアリティ・ショーや音楽業界の多くのことを学んだ。私は今も『アメリカン・アイドル』に出会えたことを感謝しているが、人生の賭けのようなものでもあり、厳しい道でもある。音楽業界がなかったらストレスもなかったかもしれない。」と言った。フィリップスは地方の最終選考に残ったが、『カントリー・ショーダウン』の賞はカーラ・デイヴィスが得た。両方の番組に関わった他の者にキャリー・ジョイ・アンドリース、ディアーナ・フリーマンがいる。
2011年の優勝者、ジャクリン・ノースも『アメリカン・アイドル』シーズン9の出演者で、ハリウッドまで行ったが落選した。